# CJEM-FM
CJEM-FM est une station de radio canadienne au Nouveau-Brunswick appartenant à Radio Edmundston Inc. et diffusant sur la bande FM à la fréquence 92,7 MHz à Edmundston ainsi qu'à Grand-Sault via CKMV-FM 95,1 MHz.

## Histoire
La station a été fondée en 1944 par le médecin Paul Carmel Laporte, le député Joseph-Gaspard Boucher et le juge Joseph-Enoïl Michaud. Elle diffusait à l'origine à 1 240 kHz, puis à 1 230 kHz en 1945, à 1 280 kHz en 1952 et finalement à 570 kHz en 1954. La station reçu la permission de convertir sur la bande FM à 92,7 MHz en 1998.
CKMV, le retransmetteur de CJEM, commença à émettre à 1 490 kHz en 1974 et reçu la permission d'émettre à 95,1 MHz en 2000.
En 1991, CJEM installa des retransmetteurs à Clair (95,1 MHz) et à Saint-Léonard (104,3 MHz). Ces retransmetteurs furent fermés en 1995.